# Prothalpia utakoae
Prothalpia utakoae là một loài bọ cánh cứng trong họ Melandryidae. Loài này được Sasaji miêu tả khoa học năm 1988.